# 유나이티드 테크놀로지스
유나이티드 테크놀로지스 코퍼레이션(United Technologies Corporation)는 미국 코네티컷주 하트퍼드에 본사를 둔 다국적 기업이었다. UTC라는 약자로 일컬어지기도 한다. '19년 기준 Fortune 500에 49위로 등재된 대기업이다.
이 기업은 항공기 엔진, 냉난방기, 건물 시스템, 연료전지, 엘리베이터 및 에스컬레이터 등의 다양한 제품을 생산하고 있다.‘19년 결산 기준 경영실적은 매출 665억불에 영업이익 53억불을 자랑한다. 전 직원 수는 약 24만명 남짓 규모이다. 유나이티드 테크놀로지스는 현재 레이시온과 합병하여 기업명을 레이시온 테크놀로지스로 변경하였다.

## 역사
1925년 프랫앤드휘트니(Pratt & Whitney)로 설립했고 1928년 현재의 사명으로 변경했다. 1934년 항공 우편법 제정에 따라 수송부문에서 분리되면서 제조 부문은 유나이티드 에어 크래프트란 이름으로 델라웨어주에 설립하였다. 이때 수송부문을 인수하여 설립된 회사가 UAL 코퍼레이션(현재의 유나이티드 콘티넨털 홀딩스)이고 서부의 제조설비를 인수하여 설립된 회사가 보잉 에어 플레인(현재의 보잉)이 있다. 주력 사업은 항공기 엔진을 제작하는 업체로 이후 에어컨 제조업체인 캐리어, 엘리베이터 제조업체인 오티스 등을 세우거나 합병하면서 수십 종의 사업을 진행하는 복합기업으로 성장했으나 레이시온과 합병하면서 오티스와 캐리어는 다시 그룹을 떠났다.

## 2020년 기준 자회사
- 프랫 & 휘트니(Pratt & Whitney): 항공기 엔진, 가스 터빈, 로켓

항공기 용 엔진 전문 제작업체다. 참고로 항공기 엔진의 경우 항공 제조기술의 정수이며 전 세계에서 기술력을 가진 업체 자체가 거의 없다. 당 회사의 경우 그 유명한 GE, 롤스로이스와 함께 항공기 엔진 제조업체 Top 3에 해당한다.
- 콜린스 에어로스페이스(Collins Aerospace): 항공우주 체계 및 군용 항공기의 설계, 생산

항공기 부품 제조업체. 항공 전장부품의 강자였던 Hamilton Sundstrand와 착륙시스템 등 기계제조에서 알아주던 Goodrich Actuation이 합병된 2012년(당시는 United Technology Aerospace System이라고 불렸다)을 시발점으로 본다. 이후에도 쓸만한 업체들을 하나 둘씩 주워담았고 특히 2018년에는 Rockwell Collins를 무려 30조원 규모의 초대형 Deal을 통해 인수함으로써 점점 더 막강한 시장지배력을 갖춘 회사가 되고 있다. 기본적으로 비행기에 들어가는 전자, 기계부품은 다 하고 있기 때문에 이젠 Boeing, Airbus 같은 완제기 조립회사들에게도 상당한 영향력을 행사할 수 있는 전형적인 슈퍼 을이다
- UTC Fire & Security: 방재 서비스
- UTC Power: 발전 시스템 생산 및 연료전지 개발.

## 과거 자회사
- 오티스 엘리베이터(Otis Elevator Company): 엘리베이터, 에스컬레이터, 무빙워크

엘리베이터를 실용화 하는데 성공한 것으로 평가되는 엘리샤 오티스가 창업한 회사다. 현재도 엘리베이터와 에스컬레이터를 포함한 수직 운송 시스템에서 세계 1위를 자랑하는 회사이며 국내 시장에서의 지분도 상당한 수준이다. 레이시온과 합병하기 직전에 독립했다.
- 캐리어(Carrier): 냉난방기, 환기 장치, 냉장 시스템

에어컨 등 냉난방기, 환기시스템, 냉장시스템, 화재 알람 등 소화시스템처럼 건물의 기온과 시큐리티를 컨트롤하는 보조 시스템들을 제작한다. 방재시스템 부문에서는 전 세계 수위 권을 다투는 강자. 오티스 엘리베이터와 함께 UTC가 레이시온으로 합병되기 직전에 계열 분리되었다.